# 1999-es női labdarúgó-világbajnokság

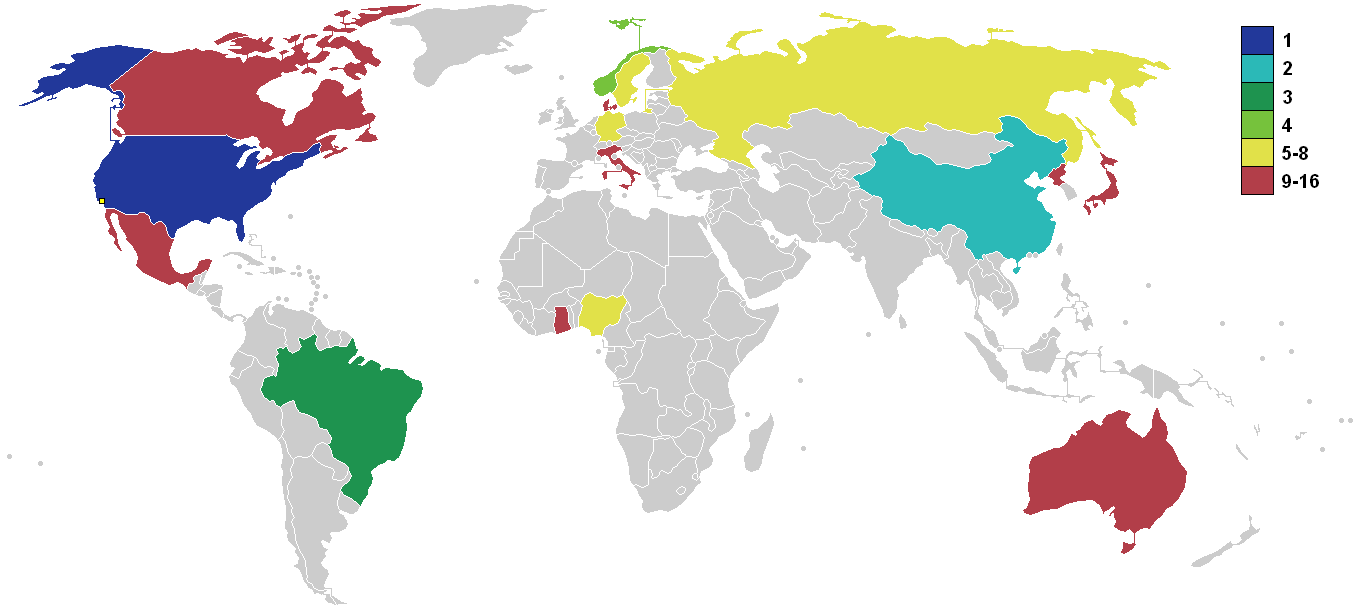
Részt vevő országok

Az 1999-es női labdarúgó-világbajnokságot az Egyesült Államokban tartották, melyet a rendező ország csapata nyert meg. A döntőt az USA és Kína között rendezték a Rose Bowl-ban, Pasadena Kaliforniában, ez volt a legnézettebb női sport esemény a történelemben a hivatalos nézőszámával, 90,185 nézővel. A döntő gólnélküli döntetlennel ért véget a hosszabbítás után, és az USA nyerte a büntetőpárbajt Brandi Chastain győztes találatával.

## Helyszínek
- Chicago – Soldier Field
- East Rutherford – Giants Stadium
- Foxborough – Foxboro Stadium
- Palo Alto – Stanford Stadium
- Pasadena – Rose Bowl
- Portland – Civic Stadium
- San José, Kalifornia – Spartan Stadium
- Landover, Maryland – Jack Kent Cooke Stadium

## Csapatok
16 csapat vett részt a torna döntőjében. A csapatok a következőek:
| - Afrika (CAF) - Nigéria - Ghána - Ázsia (AFC) - Észak-Korea - Kína - Japán - Dél-Amerika (CONMEBOL) - Brazília - Óceánia (OFC) - Ausztrália | - Európa (UEFA) - Dánia - Németország - Oroszország - Norvégia - Svédország - Olaszország - Észak-Amerika, Közép-Amerika & Karib-térség (CONCACAF) - Kanada - Egyesült Államok (házigazda nemzet – automatikusan résztvevő) - Mexikó |

## Játékvezetés
A FIFA mind a hat szövetsége képviselte magát: 9 fővel (4 játékvezető [Jv] és 5 partbíró [PB]) az UEFA, 4 fővel (2 Jv és 2 PB) az AFC, 7 fővel (4 Jv és 3 PB) a CONCACAF, 6 fővel (3 Jv és 3 PB) CONMEBOL, 4 fővel (2 Jv és 2 PB) az CAF, valamint 1 fővel (Jv) az OFC zónából. 
1991-ben a FIFA JB 10 férfit és egy nőt Cláudia Vasconcelos alkalmazott játékvezetőként. 1995-ben jelentősen megváltozott a női játékvezetők (5 férfi és 7 női) foglalkoztatása. Ingrid Jonsson lett az első női bíró, aki női világbajnoki döntőt vezetett. A 26 mérkőzésből 13-at már női játékvezetők vezettek. 1999-ben a férfi bírók már elmaradtak a tornáról, a 32 mérkőzést 16 női bíró és 16 női asszisztens koordinálta. A mérkőzéseken a játékvezetők 4. bírói szolgálatot is végeztek, asszisztensként nem kellett tevékenykedni. A döntőt az első professzionális bírónő, Nicole Petignat vezette. Szakmai pályafutása nagymértékben hozzájárult, hogy a nemzeti labdarúgó-bajnokságok élvonalába folyamatos bevezetéssel helyet kaptak a női bírók. Az asszisztensek közül 1995-höz hasonlóan Maria Rodríguez kapta a legtöbb küldést, 8 alkalommal szolgált az oldalvonal mellett. Ana Isabel Pérez 7 esetben, ketten 6-6, egy partbíró 5, négy esetben 3, 3 esetben 6, egy esetben 2 küldésen tevékenykedtek az oldalvonal mellett. A finn Petteri Kari asszisztens nem kapott lehetőséget szakmai munkájának bemutatására.

## Játékvezetők
| Afrika - Bola Elizabeth Abidoye - Fatou Gaye Partbírók - Cofie Comfort - Omoleye Adeyemi Adeola Ázsia - Xiudi Zuo - Im Undzsu Partbírók - Lu Lijuan - Josizava Hiszae - Ri Szongok Közép-Amerika - Virginia Tovar Partbírók - Maria del Socorro Rodríguez Roman - Jackeline Saez Blanquice - Boni Bishop Észak-Amerika - Sonia Denoncourt - Kari Seitz - Sandra Hunt | Dél-Amerika - Maria Edilene Siqueira - Martha Liliana Pardo - Maricela Contreras de Fuentes Partbírók - Ana Bia Batista - Cleidy Mary Ribeiro - Ana Isabel Pérez Assante Európa - Gitte Nielsen - Katriina Elovirta - Elke Günthner - Nicole Petignat Partbírók - Petteri Kari - Ghislaine Labbe - Corrie Kruithof - Ann Wenche Kleven - Susanne Borg Pilhamre Óceánia - Tammy Ogston |

## Keretek
Az összes keret listájához, amely játszott a tornán, lásd az 1999-es női labdarúgó-világbajnokság keretek-et.

## Csoportok

### A csoport
| Csapat           | M | Gy | D | V | Rg | Kg | Gk  | P |
| ---------------- | - | -- | - | - | -- | -- | --- | - |
| Egyesült Államok | 3 | 3  | 0 | 0 | 13 | 1  | +12 | 9 |
| Nigéria          | 3 | 2  | 0 | 1 | 5  | 8  | −3  | 6 |
| Észak-Korea      | 3 | 1  | 0 | 2 | 4  | 6  | −2  | 3 |
| Dánia            | 3 | 0  | 0 | 3 | 1  | 8  | −7  | 0 |

| 1999. június 19. 15:00 |

| Egyesült Államok             | 3–0               | Dánia |
| ---------------------------- | ----------------- | ----- |
| Hamm 17' Foudy 73' Lilly 89' | (1–0) Jegyzőkönyv |       |

| Giants Stadium, East Rutherford Nézőszám: 78 972 Játékvezető: Sonia Denoncourt |

| 1999. június 20. 18:30 |

| Észak-Korea | 1–2               | Nigéria               |
| ----------- | ----------------- | --------------------- |
| Jo 74'      | (0–0) Jegyzőkönyv | Akide 50' Nwadike 79' |

| Rose Bowl, Pasadena Nézőszám: 17 100 Játékvezető: Katriina Elovirta |

| 1999. június 24. 19:00 |

| Egyesült Államok                                                              | 7–1               | Nigéria     |
| ----------------------------------------------------------------------------- | ----------------- | ----------- |
| Chiejine 19' (öngól) Hamm 20' Milbrett 23' 83' Lilly 32' Akers 39' Parlow 42' | (6–1) Jegyzőkönyv | Okosieme 2' |

| Soldier Field, Chicago Nézőszám: 65 080 Játékvezető: Nicole Petignat |

| 1999. június 24. 18:00 |

| Észak-Korea            | 3–1               | Dánia        |
| ---------------------- | ----------------- | ------------ |
| Jin 15' Jo 39' Kim 73' | (2–0) Jegyzőkönyv | Johansen 74' |

| Civic Stadium, Portland Nézőszám: 20 129 Játékvezető: Martha Toro |

| 1999. június 27. 16:00 |

| Nigéria                | 2–0               | Dánia |
| ---------------------- | ----------------- | ----- |
| Akide 25' Okosieme 81' | (1–0) Jegyzőkönyv |       |

| Jack Kent Cook Stadium, Landover Nézőszám: 22 109 Játékvezető: Maria Edilene Siqueira |

| 1999. június 27. 19:00 |

| Egyesült Államok                | 3–0               | Észak-Korea |
| ------------------------------- | ----------------- | ----------- |
| Mc Millan 56' Venturini 68' 76' | (0–0) Jegyzőkönyv |             |

| Foxboro Stadium, Foxborough Nézőszám: 50 484 Játékvezető: Katriina Elovirta |

### B csoport
| Csapat      | M | Gy | D | V | Rg | Kg | Gk  | P |
| ----------- | - | -- | - | - | -- | -- | --- | - |
| Brazília    | 3 | 2  | 1 | 0 | 12 | 4  | +8  | 7 |
| Németország | 3 | 1  | 2 | 0 | 10 | 4  | +6  | 5 |
| Olaszország | 3 | 1  | 1 | 1 | 3  | 3  | 0   | 4 |
| Mexikó      | 3 | 0  | 0 | 3 | 1  | 15 | −14 | 0 |

| 1999. június 19. 17:30 |

| Brazília                                                     | 7–1               | Mexikó        |
| ------------------------------------------------------------ | ----------------- | ------------- |
| Pretinha 3' 12' 90+1' Sissi 29' 42' 50' Kátia 35' (11-esből) | (5–1) Jegyzőkönyv | Domínguez 10' |

| Giants Stadium, East Rutherford Nézőszám: 78 972 Játékvezető: Nicole Petignat |

| 1999. június 20. 16:00 |

| Németország             | 1–1               | Olaszország |
| ----------------------- | ----------------- | ----------- |
| Wiegmann 61' (11-esből) | (0–1) Jegyzőkönyv | Panico 36'  |

| Rose Bowl, Pasadena Nézőszám: 17 100 Játékvezető: Bola Elizabeth Abidoye |

| 1999. június 24. 17:00 |

| Brazília     | 2–0               | Olaszország |
| ------------ | ----------------- | ----------- |
| Sissi 3' 63' | (1–0) Jegyzőkönyv |             |

| Soldier Field, Chicago Nézőszám: 65 080 Játékvezető: Gitte Nielsen |

| 1999. június 24. 20:30 |

| Németország                                           | 6–0               | Mexikó |
| ----------------------------------------------------- | ----------------- | ------ |
| Grings 10' 57' 90+2' Smisek 46' Hingst 49' Lingor 89' | (2–0) Jegyzőkönyv |        |

| Civic Stadium, Portland Nézőszám: 20 129 Játékvezető: Im Eun Ju |

| 1999. június 27. 13:30 |

| Németország                                | 3–3               | Brazília                         |
| ------------------------------------------ | ----------------- | -------------------------------- |
| Prinz 8' Wiegmann 46' (11-esből) Jones 58' | (1–2) Jegyzőkönyv | Kátia 15' Sissi 20' Maicon 90+4' |

| Jack Kent Cooke Stadium, Landover Nézőszám: 22 109 Játékvezető: Im Eun Ju |

| 1999. június 27. 16:30 |

| Mexikó | 0–2               | Olaszország          |
| ------ | ----------------- | -------------------- |
|        | (0–1) Jegyzőkönyv | Panico 37' Zanni 51' |

| Foxboro Stadium, Foxborough Nézőszám: 50 484 Játékvezető: Bola Elizabeth Abidoye |

### C csoport
| Csapat      | M | Gy | D | V | Rg | Kg | Gk  | P |
| ----------- | - | -- | - | - | -- | -- | --- | - |
| Norvégia    | 3 | 3  | 0 | 0 | 13 | 2  | +11 | 9 |
| Oroszország | 3 | 2  | 0 | 1 | 10 | 3  | +7  | 6 |
| Kanada      | 3 | 0  | 1 | 2 | 3  | 12 | −9  | 1 |
| Japán       | 3 | 0  | 1 | 2 | 1  | 10 | −9  | 1 |

| 1999. június 19. 19:00 |

| Japán     | 1–1               | Kanada      |
| --------- | ----------------- | ----------- |
| Ótake 64' | (0–1) Jegyzőkönyv | Burtini 32' |

| Spartan Stadium, San José Nézőszám: 23 298 Játékvezető: Maria Edilene Siqueira |

| 1999. június 20. 16:00 |

| Norvégia                   | 2–1               | Oroszország  |
| -------------------------- | ----------------- | ------------ |
| Sandaune 28' Pettersen 68' | (1–0) Jegyzőkönyv | Komarova 78' |

| Foxboro Stadium, Foxborough Nézőszám: 14 873 Játékvezető: Zuo Xiudi |

| 1999. június 23. 18:00 |

| Norvégia                                                                    | 7–1               | Kanada     |
| --------------------------------------------------------------------------- | ----------------- | ---------- |
| Aarønes 8' 36' Lehn 49' Riise 54' Medalen 68' Pettersen 76' Gulbrandsen 87' | (2–1) Jegyzőkönyv | Hooper 31' |

| Jack Kent Cook Stadium, Landover Nézőszám: 16 448 Játékvezető: Tammy Ogston |

| 1999. június 23. 18:00 |

| Japán | 0–5               | Oroszország                                               |
| ----- | ----------------- | --------------------------------------------------------- |
|       | (0–1) Jegyzőkönyv | Savina 29' Letuchova 52' 90' Karasseva 58' Barbachina 80' |

| Civic Stadium, Portland Nézőszám: 17 668 Játékvezető: Sandra Hunt |

| 1999. június 26. 12:00 |

| Kanada     | 1–4               | Oroszország                                   |
| ---------- | ----------------- | --------------------------------------------- |
| Hooper 76' | (0–0) Jegyzőkönyv | Grigorieva 54' Fomina 66' 86' Karasseva 90+1' |

| Giants Stadium, East Rutherford Nézőszám: 29 401 Játékvezető: Zuo Xiudi |

| 1999. június 26. 18:30 |

| Norvégia                                                         | 4–0               | Japán |
| ---------------------------------------------------------------- | ----------------- | ----- |
| Riise 8' (11-esből) Isozaki 26' (öngól) Aarønes 36' Mellgren 61' | (3–0) Jegyzőkönyv |       |

| Soldier Field, Chicago Nézőszám: 34 256 Játékvezető: Maricela Contreras De Fuentes |

### D csoport
| Csapat     | M | Gy | D | V | Rg | Kg | Gk  | P |
| ---------- | - | -- | - | - | -- | -- | --- | - |
| Kína       | 3 | 3  | 0 | 0 | 12 | 2  | +10 | 9 |
| Svédország | 3 | 2  | 0 | 1 | 6  | 3  | +3  | 6 |
| Ausztrália | 3 | 0  | 1 | 2 | 3  | 7  | −4  | 1 |
| Ghána      | 3 | 0  | 1 | 2 | 1  | 10 | −9  | 1 |

| 1999. június 19. 17:00 |

| Kína            | 2–1               | Svédország   |
| --------------- | ----------------- | ------------ |
| Jin 17' Liu 69' | (1–1) Jegyzőkönyv | Bengtsson 2' |

| Spartan Stadium, San José Nézőszám: 23 298 Játékvezető: Virginia Tovar |

| 1999. június 20. 19:30 |

| Ausztrália | 1–1               | Ghána       |
| ---------- | ----------------- | ----------- |
| Murray 74' | (0–0) Jegyzőkönyv | Gyamfua 76' |

| Foxboro Stadium, Foxborough Nézőszám: 14 867 Játékvezető: Kari Seitz |

| 1999. június 23. 20:30 |

| Ausztrália | 1–3               | Svédország                     |
| ---------- | ----------------- | ------------------------------ |
| Murray 32' | (1–2) Jegyzőkönyv | Tornqvist 8' Ljungberg 21' 69' |

| Jack Kent Cooke Stadium, Landover Nézőszám: 16 448 Játékvezető: Fatou Gaye |

| 1999. június 23. 20:30 |

| Kína                                               | 7–0               | Ghána |
| -------------------------------------------------- | ----------------- | ----- |
| Szun 9' 21' 54' Jin 16' Zhang 82' 90+1' Zhao 90+2' | (3–0) Jegyzőkönyv |       |

| Civic Stadium, Portland Nézőszám: 17 668 Játékvezető: Elke Günthner |

| 1999. június 26. 14:30 |

| Kína                 | 3–1               | Ausztrália    |
| -------------------- | ----------------- | ------------- |
| Szun 39' 51' Liu 73' | (1–0) Jegyzőkönyv | Salisbury 66' |

| Giants Stadium, East Rutherford Nézőszám: 29 401 Játékvezető: Sandra Hunt |

| 1999. június 26. 16:00 |

| Ghána | 0–2               | Svédország       |
| ----- | ----------------- | ---------------- |
|       | (0–0) Jegyzőkönyv | Svensson 58' 86' |

| Soldier Field, Chicago Nézőszám: 34 256 Játékvezető: Sonia Denoncourt |

## Egyenes kieséses szakasz
|  |                       |                  |                       |                     |       |                  |                       |                       |                       |                       |               |       |       |
|  | Negyeddöntők          | Negyeddöntők     | Negyeddöntők          |                     |       | Elődöntők        | Elődöntők             | Elődöntők             |                       |                       | Döntő         | Döntő | Döntő |
|  | Negyeddöntők          | Negyeddöntők     | Negyeddöntők          |                     |       | Elődöntők        | Elődöntők             | Elődöntők             |                       |                       | Döntő         | Döntő | Döntő |
|  | június 30. – San José |                  |                       |                     |       |                  |                       |                       |                       |                       |               |       |       |
|  |                       |                  |                       |                     |       |                  |                       |                       |                       |                       |               |       |       |
|  | D1                    | Kína             | 2                     |                     |       |                  |                       |                       |                       |                       |               |       |       |
|  | D1                    | Kína             | 2                     | július 4. – Foxboro |       |                  |                       |                       |                       |                       |               |       |       |
|  | C2                    | Oroszország      | 0                     |                     |       |                  |                       |                       |                       |                       |               |       |       |
|  | C2                    | Oroszország      | 0                     |                     |       | Kína             | Kína                  | 5                     |                       |                       |               |       |       |
|  | június 30. – San José |                  |                       |                     |       | Kína             | Kína                  | 5                     |                       |                       |               |       |       |
|  |                       |                  | Norvégia              | Norvégia            | 0     |                  |                       |                       |                       |                       |               |       |       |
|  | C1                    | Norvégia         | Norvégia              | Norvégia            | 0     | 3                |                       |                       |                       |                       |               |       |       |
|  | C1                    | Norvégia         |                       |                     |       | 3                | július 10. – Pasadena |                       |                       |                       |               |       |       |
|  | D2                    | Svédország       | 1                     |                     |       |                  |                       |                       |                       |                       |               |       |       |
|  | D2                    | Svédország       | 1                     |                     |       | Egyesült Államok | Egyesült Államok      | 0 (5)                 |                       |                       |               |       |       |
|  | július 1. – Landover  |                  |                       |                     |       | Egyesült Államok | Egyesült Államok      | 0 (5)                 |                       |                       |               |       |       |
|  |                       |                  | Kína                  | Kína                | 0 (4) |                  |                       |                       |                       |                       |               |       |       |
|  | A1                    | Egyesült Államok | Kína                  | Kína                | 0 (4) | 3                |                       |                       |                       |                       |               |       |       |
|  | A1                    | Egyesült Államok | július 4. – Palo Alto |                     |       | 3                |                       |                       |                       |                       |               |       |       |
|  | B2                    | Németország      | 2                     |                     |       |                  |                       |                       |                       |                       |               |       |       |
|  | B2                    | Németország      | 2                     |                     |       | Egyesült Államok | Egyesült Államok      | 2                     | Bronzmérkőzés         | Bronzmérkőzés         | Bronzmérkőzés |       |       |
|  | július 1. – Landover  |                  |                       |                     |       | Egyesült Államok | Egyesült Államok      | 2                     | Bronzmérkőzés         | Bronzmérkőzés         | Bronzmérkőzés |       |       |
|  |                       |                  | Brazília              | Brazília            | 0     |                  |                       | július 10. – Pasadena | július 10. – Pasadena | július 10. – Pasadena |               |       |       |
|  | B1                    | Brazília         | Brazília              | Brazília            | 0     | 4                |                       | július 10. – Pasadena | július 10. – Pasadena | július 10. – Pasadena |               |       |       |
|  | B1                    | Brazília         |                       |                     |       |                  |                       | Norvégia              | Norvégia              | 0 (4)                 |               |       |       |
|  | A2                    | Nigéria          | 3                     |                     |       |                  |                       | Norvégia              | Norvégia              | 0 (4)                 |               |       |       |
|  | A2                    | Nigéria          | 3                     |                     |       | Brazília         | Brazília              | 0 (5)                 |                       |                       |               |       |       |
|  |                       |                  |                       |                     |       | Brazília         | Brazília              | 0 (5)                 |                       |                       |               |       |       |

### Negyeddöntők
| 1999. június 30. 17:00 |

| Kína           | 2–0               | Oroszország |
| -------------- | ----------------- | ----------- |
| Pu 37' Jin 56' | (1–0) Jegyzőkönyv |             |

| Spartan Stadium, San José Nézőszám: 21 411 Játékvezető: Nicole Petignat |

| 1999. június 30. 19:30 |

| Norvégia                                       | 3–1               | Svédország  |
| ---------------------------------------------- | ----------------- | ----------- |
| Aarønes 51' Pettersen 58' Riise 72' (11-esből) | (0–0) Jegyzőkönyv | Moström 90' |

| Spartan Stadium, San José Nézőszám: 21 411 Játékvezető: Im Eun Ju |

| 1999. július 1. 19:00 |

| Egyesült Államok                      | 3–2               | Németország                      |
| ------------------------------------- | ----------------- | -------------------------------- |
| Milbrett 16' Chastain 49' Fawcett 66' | (1–2) Jegyzőkönyv | Chastain 5' (öngól) Wiegmann 45' |

| Jack Kent Cook Stadium, Landover Nézőszám: 54 642 Játékvezető: Martha Toro |

| 1999. július 1. 21:30 |

| Brazília                           | 4–3 (h. u.)            | Nigéria                          |
| ---------------------------------- | ---------------------- | -------------------------------- |
| Cidinha 4' 22' Nenê 35' Sissi 104' | (3–0, 3–3) Jegyzőkönyv | Emeafu 63' Okosieme 72' Egbe 85' |

| Jack Kent Cook Stadium, Landover Nézőszám: 54 642 Játékvezető: Virginia Tovar |

### Elődöntők
| 1999. július 4. 13:30 |

| Egyesült Államok               | 2–0               | Brazília |
| ------------------------------ | ----------------- | -------- |
| Parlow 5' Akers 80' (11-esből) | (1–0) Jegyzőkönyv |          |

| Stanford Stadium, Palo Alto Nézőszám: 73 123 Játékvezető: Katriina Elovirta |

| 1999. július 4. 19:30 |

| Kína                            | 5–0               | Norvégia |
| ------------------------------- | ----------------- | -------- |
| Szun 3' 72' Liu 14' 51' Fan 65' | (2–0) Jegyzőkönyv |          |

| Foxboro Stadium, Portland Nézőszám: 8 986 Játékvezető: Sonia Denoncourt |

### 3. helyért
| 1999. július 10. 10:15 |

| Norvégia                                               | 0–0 (h. u.) | Brazília                                   |
| ------------------------------------------------------ | ----------- | ------------------------------------------ |
|                                                        | Jegyzőkönyv |                                            |
| Büntetőpárbaj                                          |             |                                            |
| Riise Pettersen Jørgensen Sandaune Gulbrandsen Aarønes | 4–5         | Pretinha Cidinha Kátia Maicon Nenê Formiga |

| Rose Bowl, Pasadena Nézőszám: 90 185 Játékvezető: Im Eun Ju |

### Döntő
| 1999. július 10. 12:50 |

| Egyesült Államok                     | 0–0 (h. u.) | Kína                      |
| ------------------------------------ | ----------- | ------------------------- |
|                                      | Jegyzőkönyv |                           |
| Büntetőpárbaj                        |             |                           |
| Overbeck Fawcett Lilly Hamm Chastain | 5–4         | Huilin Qiu Liu Zhang Szun |

| Rose Bowl, Pasadena Nézőszám: 90 185 Játékvezető: Nicole Petignat |

## Díjak
| 1999-es női labdarúgó-világbajnokság győztese |
| Egyesült Államok 2. cím                       |

| Aranycipő nyertes: | Aranylabda nyertes: | FIFA Fair Play Díj: |
| ------------------ | ------------------- | ------------------- |
| Sissi Szun Ven     | Szun Ven            | Kína                |

## Gólszerzők
| 7 gólos - Sissi - Szun Ven 4 gólos - Ann Kristin Aarønes 3 gólos - Pretinha - Jin Jan - Liu Ailing - Bettina Wiegmann - Inka Grings - Nkiru Okosieme - Hege Riise - Marianne Pettersen - Tiffeny Milbrett 2 gólos - Julie Murray - Cidinha - Kátia - Jo Szong Ok - Charmaine Hooper - Csang Ojing - Mercy Akide - Patrizia Panico - Jelena Fomina - Olga Letucsova - Hanna Ljungberg - Victoria Svensson - Cindy Parlow - Kristine Lilly - Mia Hamm - Michelle Akers - Tisha Venturini 1 gólos - Cheryl Salisbury - Maicon - Nenê - Janni Johansen - Jin Pjol Huj - Kim Kum Szil | 1 gólos (folyt.) - Nana Gyamfua - Ótake Nami - Silvana Burtini - Fan Jundzsi - Liu Ying - Pu Vej - Csao Lihong - Maribel Domínguez - Ariane Hingst - Birgit Prinz - Brandi Chastain - Renate Lingor - Sandra Smisek - Steffi Jones - Nkechi Egbe - Prisca Emeafu - Rita Nwadike - Brit Sandaune - Dagny Mellgren - Linda Medalen - Solveig Gulbrandsen - Unni Lehn - Paola Zanni - Galina Komarova - Irina Grigorijeva - Larisza Szavina - Natalja Barbacsina - Natalja Karaszeva - Olga Karaszeva - Jane Tornqvist - Kristin Bengtsson - Malin Moström - Brandi Chastain - Joy Fawcett - Julie Foudy - Shannon MacMillan Öngól (1) - Iszozaki Hiromi (Norvégia ellen) - Ifeanyichukwu Chiejine (USA ellen) |